# Pseudopharaphodius anthrax
Pseudopharaphodius anthrax är en skalbaggsart som beskrevs av Gerstaecker 1871. Pseudopharaphodius anthrax ingår i släktet Pseudopharaphodius och familjen Aphodiidae. Inga underarter finns listade i Catalogue of Life.